# Corvus insularis
Il corvo delle Bismarck (Corvus insularis Heinroth, 1903) è un uccello passeriforme della famiglia Corvidae.

## Etimologia
Il nome scientifico della specie, insularis, deriva dal latino ed è un chiaro riferimento all'areale di questi uccelli.

## Descrizione

### Dimensioni
Misura 40-41 cm di lunghezza.

### Aspetto
Si tratta di uccelli dall'aspetto robusto e slanciato, muniti di testa arrotondata con becco forte, conico e ricurvo verso il basso, collo robusto, lunghe ali digitate, lunghe zampe e coda piuttosto corta e dall'estremità squadrata.
Il piumaggio si presenta interamente di colore nero lucido, con presenza di riflessi metallici purpurei o bluastri su testa, area scapolare, ali e coda.

I due sessi non presentano differenze nella colorazione del piumaggio.
Il becco e le zampe sono di colore nerastro: gli occhi sono invece di colore azzurro chiaro.

## Biologia
Si tratta di uccelli dalle abitudini diurne e moderatamente sociali, che passano la maggior parte della giornata alla ricerca di cibo fra i rami di alberi e cespugli e (sebbene più raramente) al suolo, muovendosi in gruppetti di una quindicina di individui (generalmente legati fra loro da vincoli familiari), facendo poi ritorno verso sera su posatoi posti in alto fra gli alberi, in maniera tale da poter passare la notte al riparo da eventuali predatori.
Il richiamo del corvo delle Bismarck è acuto e nasale, rappresentato da una serie di gracchi rapidi e musicali ripetuti in sequenza.

### Alimentazione
Il corvo delle Bismarck è un uccello onnivoro, la cui dieta si compone un po' di tutto ciò che questi animali sono in grado di reperire durante la ricerca del cibo: questi uccelli si cibano in prevalenza di insetti ed altri invertebrati reperiti fra gli alberi (talvolta incuneando il becco nella corteccia per estrarre le larve), nonché di bacche e frutta matura, e molto verosimilmente anche di piccoli vertebrati.
Un esemplare in cattività è stato osservato mentre nascondeva del cibo in surplus per servirsene in seguito, tuttavia non è noto se tale comportamento sia abitualmente osservabile anche in natura.

### Riproduzione
Le informazioni riguardo alla riproduzione di questi uccelli sono frammentarie e si limitano all'osservazione di un nido (a forma di coppa, edificato con fibra di cocco e rametti intrecciati) in febbraio-marzo e di giovani esemplari in marzo: si ha motivo di ritenere, tuttavia, che essa non differisca in maniera significativa, per modalità e tempistica, da quanto osservabile nelle altre specie di corvo.

## Distribuzione e habitat
Come intuibile dal nome comune, il corvo delle Bismarck è endemico dell'arcipelago di Bismarck, del quale questi uccelli popolano Nuova Britannia, Nuova Irlanda, Nuova Hannover e le isole satelliti circonvicine.
L'habitat di questi uccelli è rappresentato dalla foresta pluviale tropicale secondaria, con presenza di radure e di aree aperte: essi si spingono inoltre nelle aree coltivate e nei palmeti da cocco, colonizzando giardini e parchi alberati delle aree suburbane.

## Tassonomia
In passato,  il corvo delle Bismarck è stato classificato considerato come sottospecie del corvo di Torres, col nome di C. orru insularis: in seguito, le due popolazioni sono state separate, col corvo delle Bismarck considerato maggiormente affine ad altri corvi australasiani come il corvo di Bougainville, pur mantenendo lo status di specie a sé stante.